# Georges Perrier

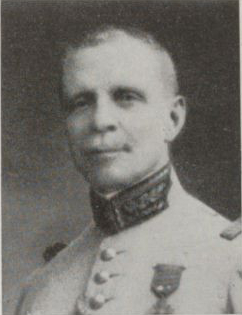
Georges Perrier (Januar 1937)

Antoine François Jacques Justin Georges Perrier (* 28. Oktober 1872 in Montpellier; † 16. Februar 1946 in Paris), Rufname Georges Perrier, war ein französischer Geodät und General.

## Leben und Werk
Georges Perrier hat sich, wie sein Vater, im Service géographique de l’armée (SGA) auf dem Gebiet der Triangulation betätigt, davon lange Zeit in Nordafrika und in Südamerika.
Nach dem Ersten Weltkrieg kommandierte er ein Infanterieregiment in Metz. Später wurde er Inspektor der Verbindungstruppen, besonders des Radiodienstes, bei der französischen Armee.
An der École polytechnique in Paris wirkte Perrier als Professor für Geodäsie. Als 1920 die Neuorganisation der internationalen Zusammenarbeit auf dem Gebiet der Geodäsie an die Hand genommen wurde, ernannte die Sektion (später Assoziation) für Geodäsie ihn zu ihrem Generalsekretär.
Perrier veröffentlichte geodätische Arbeiten und war von 1930 bis 1934 Präsident der Internationalen Gesellschaft für Photogrammetrie. Unter seiner Leitung fand 1934 der internationale Kongress für Photogrammetrie in Paris statt.
Der Perriertoppen wurde 1946 von einer französischen Expedition nach Perrier benannt.